# La Jana

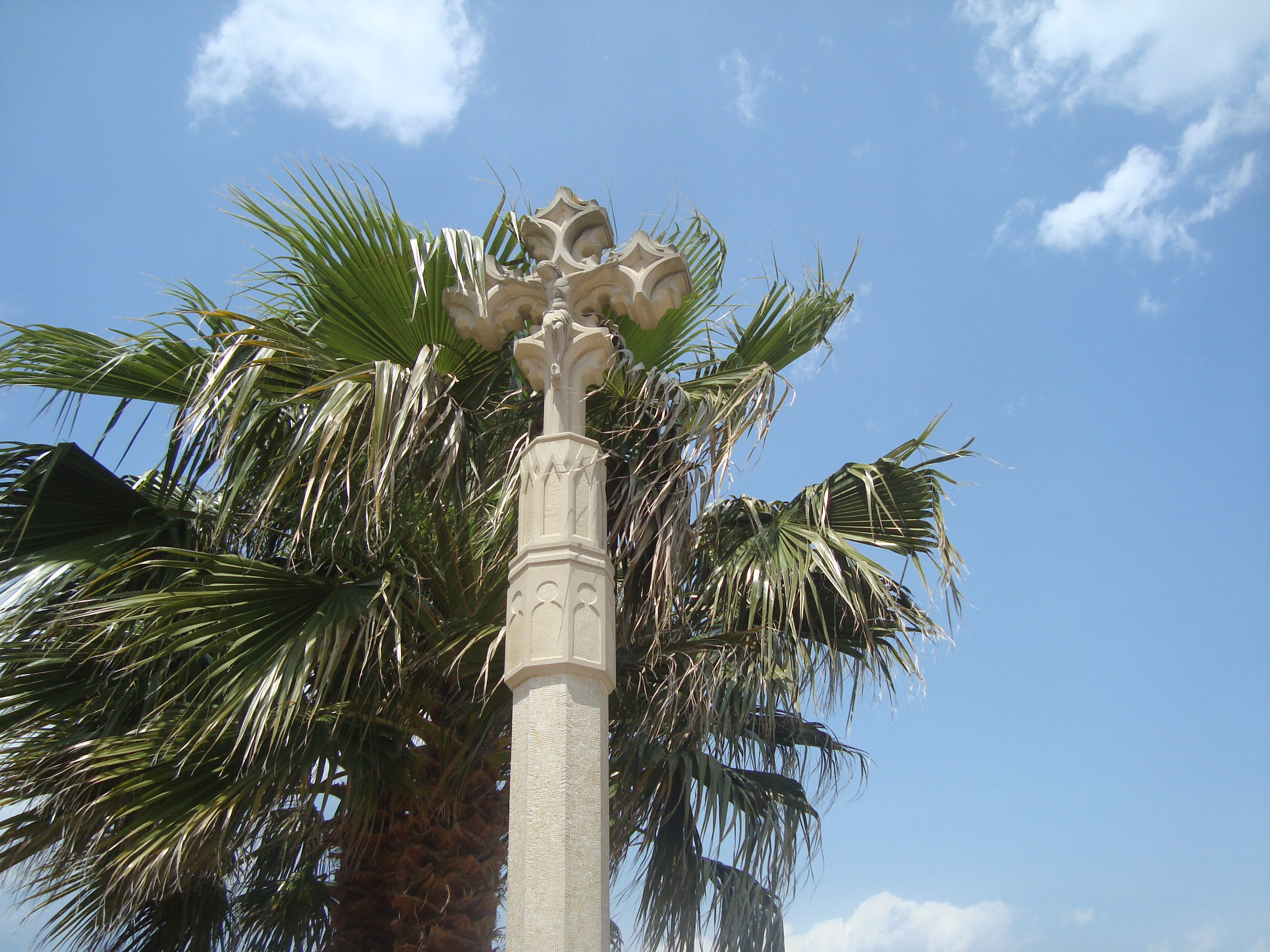
La Jana

La Jana là một đô thị trong tỉnh Castellón, Cộng đồng Valencia, Tây Ban Nha. Đô thị La Jana có diện tích 19,5 km², dân số theo điều tra năm 2010 của Viện thống kê quốc gia Tây Ban Nha là 799 người. Đô thị La Jana nằm ở khu vực có độ cao 299 mét trên mực nước biển.